# Espace urbain d'Avallon
Cet article court présente un sujet plus développé dans : Espace urbain.
L’espace urbain d'Avallon est un espace urbain centré sur la ville d'Avallon, dans l'Yonne. Par la population, c'est le 84e des 96 espaces urbains français en 1999, il comporte alors 33 communes. 